# Konane

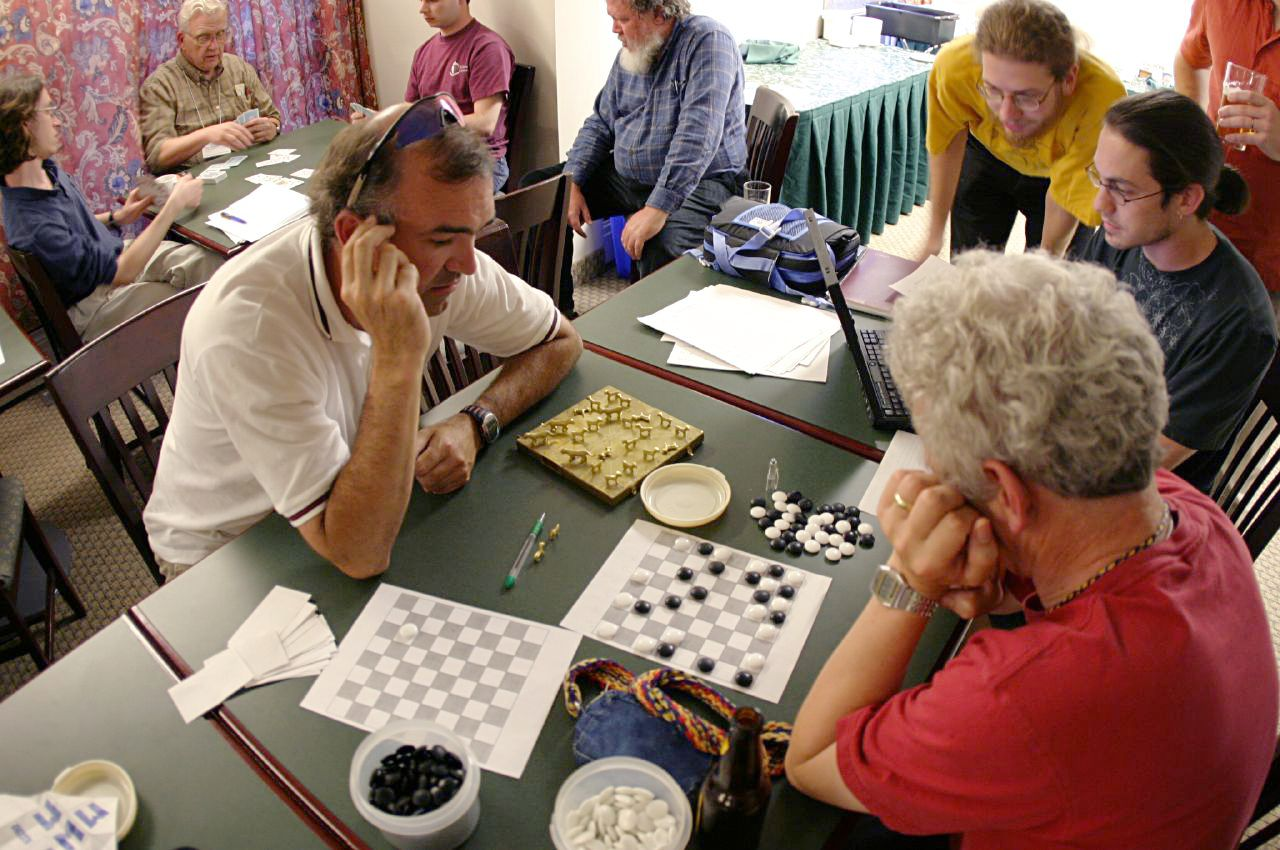
Matemáticos jugando a Konane en un taller de teoría de juegos combinatorios.

Kōnane es un juego de mesa de estrategia hawaiano para dos jugadores. Fue inventado por los antiguos polinesios hawaianos. El juego se juega en un tablero rectangular. Comienza con contadores en blanco y negro que llenan el tablero en un patrón alterno. Luego, los jugadores saltan sobre las piezas de los demás, capturándolas de manera similar a las damas. El primer jugador que no puede capturar es el perdedor; su oponente es el ganador.
Antes del contacto con los europeos, el juego se jugaba utilizando pequeños trozos de coral blanco y lava negra sobre una gran roca tallada que funcionaba como tablero y mesa. El Parque Histórico Nacional Pu'uhonua o Hōnaunau tiene uno de estos tableros de piedra en sus instalaciones.
El juego es algo similar a las damas. Las piezas saltan unas sobre otras al capturar; sin embargo, las similitudes terminan ahí. En las damas, las piezas de un jugador se colocan inicialmente en un lado del tablero opuesto a las piezas del otro jugador. En Kōnane, las piezas de ambos jugadores se entremezclan en un patrón a cuadros de blanco y negro que ocupa cada casilla del tablero. Además, en Kōnane todos los movimientos son movimientos de captura, las capturas se realizan en una dirección ortogonal (no en diagonal), y en un movimiento de captura múltiple la pieza de captura no puede cambiar de dirección.
Kōnane tiene algunas semejanzas con los juegos de Leap Frog y Main Chuki o Tjuki.  Tanto en Kōnane como en Leap Frog, cada casilla del tablero está ocupada por una pieza de juego al comienzo del juego, y los únicos movimientos legales (después del primer turno) son las capturas ortogonales mediante el método de salto corto. Sin embargo, existen diferencias significativas en Kōnane y Leap Frog.

## Equipamiento

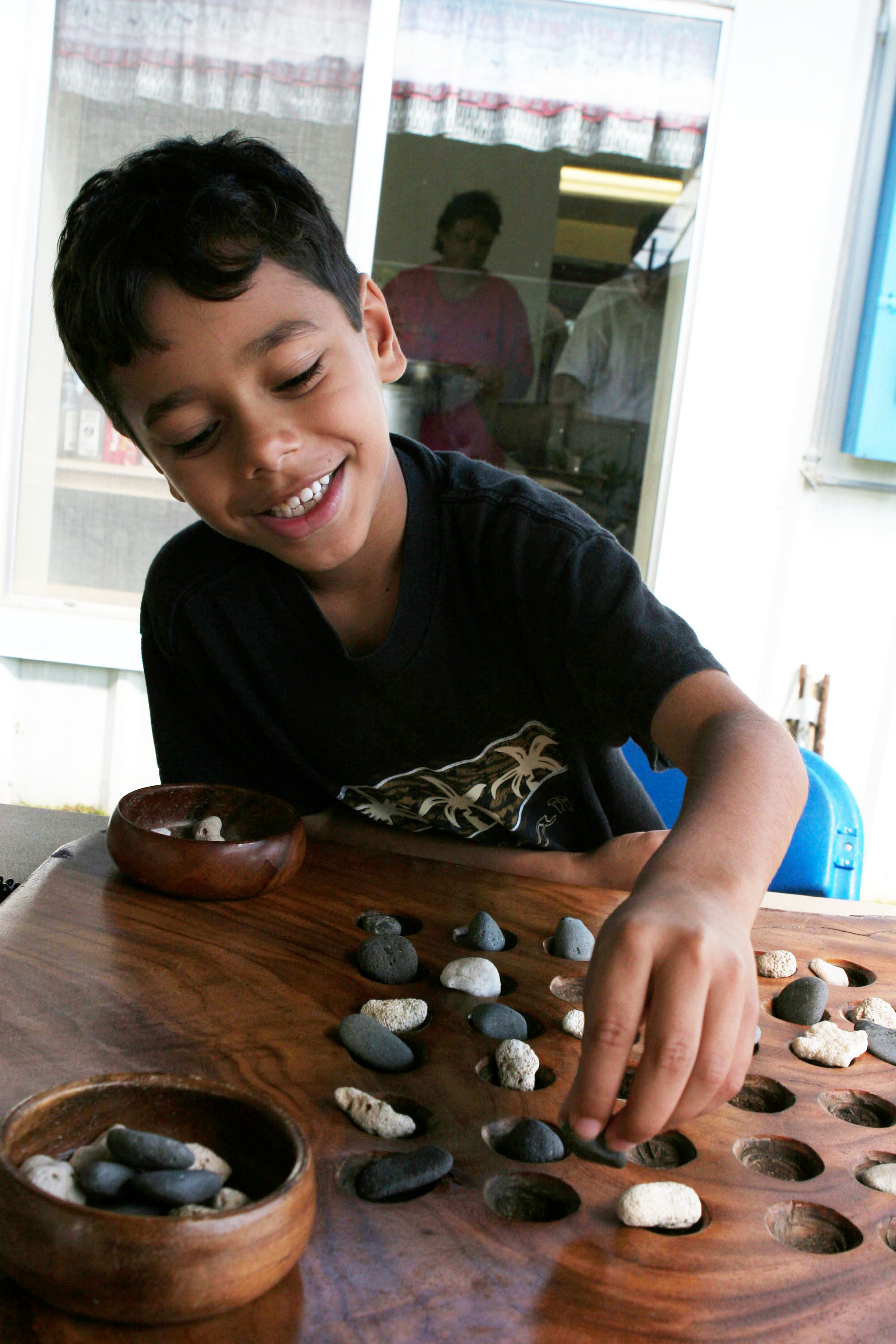
Kōnane jugado con piedras en un tablero de madera.

El juego se juega en un tablero rectangular o cuadrado. Las piezas se pueden colocar al comienzo del juego en un patrón de tablero de ajedrez alterno de dos colores sobre una mesa, en el suelo o en cualquier superficie plana. Además, el juego se puede generalizar geométricamente a cualquier tamaño. En la práctica, los tableros cuadrados de Kōnane pueden variar desde 6 × 6 hasta más de 14 × 14. Las dimensiones de los tableros rectangulares tradicionales incluyen 9×13, 14×17, y 13×20.

## Objetivo
El primer jugador que no pueda capturar una pieza enemiga es el perdedor y el otro jugador es el ganador.

## Reglas y jugabilidad
El juego comienza con todas las piezas del tablero (o mesa, suelo, etc.) dispuestas en un patrón alterno. Los jugadores deciden qué colores jugar (blanco o negro).  
1. Las negras suelen empezar primero y deben quitar una de sus piezas del centro del tablero, donde hay 2 piezas negras y 2 blancas que están diagonalmente opuestas entre sí. O retire una pieza negra de una de las cuatro esquinas del tablero (que también constará de 2 piezas negras y 2 blancas diagonalmente opuestas entre sí).[2][6]
2. Las blancas luego eliminan una de sus piezas ortogonalmente adyacente al espacio vacío creado por las negras. Ahora hay dos espacios vacíos adyacentes ortogonalmente en el tablero.[2][6]
3. A partir de aquí, los jugadores se turnan para capturar las piezas de los demás. Todos los movimientos deben ser capturas.[1] Un jugador captura una pieza enemiga saltando sobre ella con su propia pieza similar a las damas; sin embargo, a diferencia de las damas, las capturas solo se pueden realizar de forma ortogonal y no en diagonal. La pieza del jugador salta sobre la pieza enemiga adyacente ortogonalmente y aterriza en un espacio vacío inmediatamente más allá.[2][4] La pieza del jugador puede continuar saltando sobre las piezas enemigas, pero solo en la misma dirección ortogonal.. El jugador puede dejar de saltar piezas enemigas en cualquier momento, pero debe capturar al menos una pieza enemiga en un turno. Una vez que la pieza ha dejado de saltar, el turno del jugador termina. Solo se puede usar una pieza en un turno para capturar piezas enemigas.[1][6]

El jugador que no puede realizar una captura es el perdedor; su oponente es el ganador. Es imposible el empate en Kōnane, porque un jugador eventualmente no podrá realizar una captura.

## Análisis matemático
Hearn demostró que Kōnane es PSPACE completo con respecto a las dimensiones del tablero, mediante una reducción de lógica con restricciones. Ha habido algunos resultados positivos para configuraciones restringidas. Ernst deriva valores de teoría de juegos combinatorios para varias posiciones interesantes. Chan y Tsai analizan el juego 1 × n, pero incluso esta versión del juego aún no está resuelta.